# Platycelyphium voense
Platycelyphium voense är en ärtväxtart som först beskrevs av Adolf Engler, och fick sitt nu gällande namn av Hiram Wild. Platycelyphium voense ingår i släktet Platycelyphium och familjen ärtväxter. Inga underarter finns listade i Catalogue of Life.